# Partito Comunista di Slovacchia (1939)
Il Partito Comunista di Slovacchia (in slovacco: Komunistická strana Slovenska — KSS) fu un partito comunista della Slovacchia. Fu formato nel marzo 1939 al momento della creazione della Repubblica Slovacca, quando i rami slovacchi del Partito Comunista di Cecoslovacchia (KSČ) furono separati dal partito madre. Quando la Cecoslovacchia fu re-istituita come stato unificato, il KSS rimase un partito separato dal 1945 al 1948. Il 29 settembre 1948 fu riunificato al KSČ e continuò ad esistere come "unità territoriale organizzativa del KSČ sul territorio della Slovacchia". Il suo organo principale (e pertanto il principale giornale slovacco all'epoca) era la Pravda.
Dopo l'unione, il KSS operò come affiliato regionale del KSČ, non come istituzione politica indipendente. Pertanto, la struttura organizzativa del KSS rispecchiò quella del KSČ: il Congresso del KSS si riunì per diversi giorni ogni cinque anni (poco prima del Congresso del KSČ), scegliendo i membri del Comitato Centrale e i membri candidati, che a loro volta erano selezionati da un Presidio, un Segretariato e da un Segretariato Generale (cioè il leader di partito).
I Primi Segretari più importanti furono Alexander Dubček (1963–1968) e Jozef Lenárt (1970–1988). A seguito del congresso di partito del marzo 1986, il Presidio del KSS consistette di 11 membri: il Segretariato, oltre Lenárt, tre segretari e due membri. Il Comitato Centrale comprendeva 95 membri stabili e 36 candidati.
Il KSS cessò di esistere nel 1990 (dopo la rivoluzione di velluto), quando fu trasformato nel partito socialdemocratico indipendente chiamato Partito della Sinistra Democratica. Nel 1992, tuttavia, fu fondato un nuovo Partito Comunista di Slovacchia.